# Bitwa pod Igołomią (maj 1863)
II bitwa pod Igołomią − bitwa powstania styczniowego stoczona 4 maja 1863 roku w okolicach Igołomi. Walka toczyła się między oddziałem powstańczym dowodzonym przez kpt. Stefana Malczewskiego a oddziałami rosyjskimi. Starcie zakończyło się przegraną i wycofaniem się powstańców.

## Geneza
Na początku powstania przedstawiciele Tymczasowego Rządu Narodowego skłonili gen. Ludwika Mierosławskiego do objęcia dyktatury nad powstaniem. Mierosławski się na to zgodził. Jednak nie wykazał się jako dowódca i przegrał dwie bitwy pod Krzywosądzem i pod Nową Wsią. Po tych porażkach powrócił na emigrację. Pozbawiono Mierosławskiego dyktatury, a dyktatorem został gen. Marian Langiewicz, który jednak niezbyt długo porządził. Mierosławski przybył do Krakowa i tutaj przez miesiąc organizował dla siebie wojsko. Planował zorganizować oddział liczący 3-4 tysięcy powstańców. Na ich czele chciał wkroczyć do Kongresówki, żeby odzyskać władzę dyktatorską. Te szacunki okazały się zbyt optymistyczne, bo w rzeczywistości udało się zgromadzić jedynie około 400 ochotników. Petion podaje liczbę 500 powstańców. W trakcie tych przygotowań Austriacy dowiedzieli się o składzie broni. Powstańcy zostali o tym uprzedzeni i to spowodowało decyzję, aby natychmiast wyruszyć do Kongresówki. Ten pośpiech spowodował, że udało się zebrać tylko 153 ochotników. Wyruszyli oni wieczorem 3 maja 1863. Dowodzenie nad tym oddziałem powierzono kpt. Stefanowi Malczewskiemu. Oddział ten zabrał całą broń, w tym dwie armaty Zieleniewskiego i kosowozy pomysłu Mierosławskiego. Ludwik Mierosławski miał natomiast zebrać resztę ochotników i z nimi zamierzał w ciągu kolejnych 24 godzin ruszyć do walki.

## Bitwa
Powstańczy oddział zebrał się rankiem 4 maja 1863 w Pobiedniku Wielkim i ruszył w kierunku Igołomi. Po drodze dwie wiorsty przed Igołomią powstańcy zetknęli się z oddziałkiem kilkunastu konnych obejszczyków (straż graniczna). Na ich widok powstańcza kolumna się zatrzymała i zorganizowano naradę wojenną o tym co dalej robić. Ostatecznie wysłano 40 powstańców rozrzuconych w tyraliery przeciwko obejszczykom. Rosjanie uciekli na widok zbliżającej się polskiej piechoty. Po tym zdarzeniu kolumna powstańcza ruszyła do Igołomi, gdzie rozłożyła się obozem około godziny 12. Ten postój Polaków wykorzystali Rosjanie, którzy otoczyli Polaków. Rosjanie zajęli Pobiednik oraz zbliżali się od strony Proszowic i Opatowca. Ogółem więc Rosjanie ściągnęli w te rejony 6 rot piechoty. O zbliżaniu się Rosjan doniesiono o godzinie 16. Malczewski więc rozkazał przeprowadzić odwrót w kierunku Pobiednika. W czasie odwrotu na Polaków ruszyła szarża rosyjskiej kawalerii. Polacy jednak otworzyli do nich ogień z odległości 60 kroków, co zatrzymało Rosjan, po czym moskale się wycofali. Piechota rosyjska zbliżyła się już na taką odległość, że rozpoczęła ostrzeliwać powstańców. Ostrzał ten zranił konie oficerów Malczewskiego i Klepela, tak że zmuszeniu są dalej poruszać się pieszo. W oddziale polskim zapanował nieporządek. Kilku Polaków zaczęło odpowiadać ogniem, reszta jednak cofa się ciągnąc za sobą także i tych, którzy chcą walczyć. W końcu ten odwrót przeradza się w ucieczkę w kierunku Pobiednika. Polacy ominęli z boku Pobiednik, który zajmowało około 40 obejszczyków. Rosjanie nie siedzieli tam bezczynnie, tylko ostrzeliwali powstańców. W końcu Polacy dotarli do mostka granicznego oddzielającego zabór rosyjski od zaboru austriackiego. Po stronie austriackiej zebrał się oddział piechoty austriackiej, który obserwował bieg wydarzeń. Tuż nad granicą Polacy próbowali jeszcze raz stawić opór wrogowi. Ustawiono dwie 4 funtowe żelazne armaty Zieleniewskiego do strzału. Przy pierwszym wystrzale rozerwało armatę. Zginął jeden artylerzysta, a dwóch zostało rannych. To już przeważyło szalę na niekorzyść Polaków i nastąpiła całkowita rozsypka oddziału. Wszyscy uchodzili na terytorium austriackie. Do niewoli austriackiej dostało się 90 powstańców, z czego części udało się potem uciec. W bitwie zginęło 19 Polaków, a około 20 było rannych. W bitwie kilku żołnierzy austriackich odniosło rany. Straty Rosjan nie są znane. Ludwik Mierosławski gdy dowiedział się o przegranej bitwie zrezygnował już z dalszych działań w rejonie Krakowa i wyjechał do Francji.